# Dymasius moestulus
Dymasius moestulus là một loài bọ cánh cứng trong họ Cerambycidae.